# Młode Afrodyty
Młode Afrodyty ( Μικρές Αφροδίτες, trb. Mikres Afrodites) – grecki dramat filmowy z 1963 roku w reżyserii Nikosa Koundourosa.

## Fabuła
Prowadzący koczowniczy tryb życia pasterze wędrują w poszukiwaniu nowych pastwisk. 10-letni Skymnos odkrywa małą wioskę w pobliżu morza. Miejscowi mężczyźni są daleko na morzu, a kobiety chowają się w obawie przed nieznajomymi owiniętymi w owcze skóry. Chłopiec, który nigdy wcześniej nie widział morza, jest zafascynowany tym nowym światem. Oczarowany jest też 12-letnią Chloe, miejscową dziewczyną, która opowiada mu o życiu w wiosce. Między dwojgiem młodych ludzi, na granicy dojrzałości, budzi się uczucie i erotyczna fascynacja.
Film nawiązuje do antycznego romansu greckiego Dafnis i Chloe autorstwa Longosa o rozkwicie miłości pomiędzy dwójką młodych pastuszków, Dafnisem i Chloe, oraz o przeszkodach, które czekają ich na drodze do jej spełnienia. Reżyser Nikos Koundouros umieścił akcję pasterskiego romansu w surowym, skalistym krajobrazie greckiego wybrzeża. Główny nacisk położył na zmysłowe przebudzenie dwojga dzieci, Skymnosa i Chloe.

## Obsada
- Eleni Prokopiou(inne języki) jako Arta
- Takis Emmanuel jako Tsakalos
- Kleopatra Rota(inne języki) jako Chloe
- Vangelis Ioannidis(inne języki) jako Skymnos
- Zannino(inne języki) jako Molossos
- Anestis Vlahos(inne języki) jako Erster Hirte
- Kostas Papakonstantinou(inne języki) jako Lykas

## Nagrody
- 1963 – Międzynarodowy Festiwal Filmowy w Berlinie
  - Srebrny Niedźwiedź dla najlepszego reżysera
  - Nagroda FIPRESCI
- 1963 – Międzynarodowy Festiwal Filmowy w Salonikach
  - Konkurs grecki – Najlepszy film, reżyseria i muzyka; Nagroda Honorowa dla aktora Vangelisa Ioannidisa
  - Greckie Stowarzyszenie Krytyków Filmowych – Najlepsza reżyseria i scenariusz